# Eugaurax floridensis
Eugaurax floridensis är en tvåvingeart som beskrevs av Malloch 1913. Eugaurax floridensis ingår i släktet Eugaurax och familjen fritflugor.
Artens utbredningsområde är Florida. Inga underarter finns listade i Catalogue of Life.